# Teixidor cua-rogenc
El teixidor cua-rogenc (Histurgops ruficauda) és un ocell de la família dels ploceids (Ploceidae) i única espècie del gènere Histurgops Reichenow, 1887.

## Hàbitat i distribució
Al nord-oest i nord de Tanzània, al sud i sud-est del Llac Victòria.